# 새말초등학교
새말초등학교는 대한민국 경기도 의정부시에 있는 공립 초등학교이다.

## 학교 연혁
- 2003. 03. 01 새말초등학교로 개교(12학급 804명)
- 2003. 03. 01 초대 최봉우 교장 취임
- 2004. 02. 13 제1회 졸업식 거행(122명 졸업)
- 2004. 03. 08 새말병설유치원 개원(2학급)
- 2004. 10. 06 새말초등학교 도서관 개관
- 2004. 12. 01 제1회 새말 한마음 축제 개최
- 2005. 02. 19 제2회 졸업식 거행(총 322명)
- 2005. 03. 01 32학급 편성(병설유치원 2학급)
- 2005. 09. 01 30학급 편성(의정부효자초등학교로 205명 전출)
- 2006. 02. 18 제3회 졸업식 거행(총 554명)
- 2006. 03. 01 29학급 편성(병설유치원 2학급), 제2대 유만종 교장 취임
- 2006. 11. 01 제2회 새말 한마음 축제 개최
- 2007. 02. 15 제4회 졸업식 거행(총 203명)
- 2007. 10. 05 예절실 설치
- 2008. 03. 01 제3대 이명주 교장 취임
- 2008. 08. 31 제2과학실 설치 - 화장실 타일,온수기 설치(23개소)
- 2008. 12. 13 도서실 리모델링
- 2009. 02. 05 어학실및 영어거점체험학습센터 설치
- 2009. 02. 12 제6회 졸업식 거행(198명 졸업,졸업생총수 1140명)
- 2009. 03. 01 27학급 편성(병설유치원 2학급 편성)
- 2009. 04. 17 새말 E.E.L 영어 체험학습 센터 개관
- 2010. 02. 12 제7회 졸업식(졸업생 175명 총 1315명)
- 2010. 03. 01 27학급 편성(병설유치원 2학급)
- 2011. 02. 16 제8회 졸업식(졸업생 136명 총 1451명))
- 2011. 03. 01 제4대 김해숙 교장 취임
- 2011. 03. 01 28학급 편성(유치원 2학급)
- 2012. 02. 15 제9회 졸업식(졸업생 133명 총 1584명)
- 2012. 03. 01 30학급 편성(병설유치원 2학급 포함)
- 2012. 09. 21 제5회 새말 해오름 한마당(가을 운동회)
- 2012. 11. 07 제2회 세계 문화로 하나 되는 새말 어린이 축제
- 2012. 11. 09 의정부 지구 초등교과특성화 벨트화 발표회
- 2012. 11. 16 작가와의 만남(4학년) 강정연 작가
- 2012. 11. 26 유치원 입학원서 원아모집
- 2013. 02. 15 제10회 졸업식(졸업생 128명 총 1,704명)
- 2013. 03. 01 28학급 편성(병설유치원 2학급)
- 2013. 03. 04 2013학년도 신입생 입학식(신입생 134명 남: 62명, 여 72명)
- 2014. 02. 14 제11회 졸업식(졸업생 136명 총 1,840명)
- 2015. 03. 01 제5대 박상순 교장 취임

## 참고 자료
- 새말초등학교 - 한국교육학술정보원 학교알리미